# Daniel Raffo
Daniel Raffo es un músico argentino nacido el 26 de enero de 1963 en la Ciudad de Buenos Aires. Es considerado por muchos especialistas y colegas el referente de la guitarra del Blues en la Argentina.

## Historia
Desde los nueve años ya tocaba la guitarra en su barrio natal , Floresta.
Sin embargo su debut en la música fue con su segundo instrumento, la batería, en la primera agrupación que integró llamada "Ley Seca" en la década del 80.
Más tarde, influenciado por los músicos de Blues del barrio de Floresta (principalmente Memphis La Blusera), dejó de lado la batería, para retornar a la guitarra y formar su propia agrupación "King Size Blues", con la cual se sigue presentando hoy en día haciendo un repertorio de Blues Tradicional y Eléctrico.
Por la banda formada y sostenida por Raffo pasaron por ella una gran lista de músicos que hoy tienen su lugar reconocido en la escena local.
"King Size es considerada un semillero de músicos de Blues que a lo largo de los años siguieron creciendo en sus carreras"
Daniel Raffo es el primer guitarrista en realizar shows homenaje a B.B. King desde el año 1992 y el nombre de su banda es por su admiración al homónimo disco de "El Rey del Blues" del año 1977.
Tanto solo como con su banda acompañó a los músicos de Chicago que fueron visitando Argentina desde la década de los noventa, cuando el género se hizo popular en el país y comenzaron a llegar leyendas de los Estados Unidos, la primera vez lo hizo de forma casual, en una Jam Session con Taj Mahal y abrió el show de Hubert Sumlin en Buenos Aires.
Luego ya en el Blues Special Club, que fue la sede de todo este movimiento que se gestaba acompañó a Phil Guy, Eddie King, Eddie C.Campbell, Raful Neal, Billy Branch, entre muchos otros bluseros que llegaban al país.
Acompañó también en el año 2006 a la leyenda del Blues Americano Bob Stroger a su gira por Rusia y lo sigue haciendo hasta hoy en sus giras anuales a la Argentina.
Acompañó con su banda al multipremiado guitarrista Duke Robillard en sus dos visitas a Sudamérica (Argentina, Uruguay, Brasil y Chile), a la cantante Shirley King (hija de B.B. King) también en dos ocasiones y abrió el show en Buenos Aires de La Chicago All Star Blues Band (Willie "Big Eyes" Smith, Bob Margolin y Bob Stroger).-
Como guitarrista participa también de encuentros de guitarristas (nacionales y extranjeros) entre ellos Jimmy Rip (guitarrista de Mick Jagger solista), JC.Smith (USA), Igor Prado (Brasil) entre otros y nacionales como Miguel "Botafogo" Vilanova, Alambre Gonzalez y Gady Pampillón .
En el año 2019 estrena su show "Raffo & Stones" con versiones propias de temas de los Rolling Stones versionadas en distintos estilos con cantantes invitados de nuevas generaciones de la escena local y a su vez se presenta además de su banda King Size con un Trío conformado por Nandu Aquista (Hammond) y Juanito Moro ( Batería ) con quienes recrea sus temas instrumentales y versiona distintos géneros con su estilo jazzy "Blue Note" al estilo de los Hammond Trío con un sonido de los años 60.
Durante el año de la pandemia (2020) versionó y grabó "El fanstasma de Canterville" para el proyecto de Nito Mestre "America canta Sui". La versión fue grabada con la banda de Daniel Raffo : Juanito Moro (Batería) , Fabián Yahid (Bajo) , Jorgelina Avigliano (Saxo) y Martín Munoa (Guitarra Rítmica) durante el confinamiento. Luego, dicha versión, fue seleccionada para el cierre de la  celebración  de los 45 años del mítico "Adios Sui Generis" (Sui Generis) , el cual se transformó en un streaming en vivo con la conducción del mismo Nito Mestre la participación especial de León Gieco, Carlos Vives, Sandra Mihanovich, Noel Schajris, Juanse, Claudia Puyó, Gian Marco, Nito Mestre, Manu Sija, Nicolas Vallejos, Guido Vene y Martín Jakubowicz en voces. 

Daniel Raffo es un reconocido profesor de Guitarra , dedicándose a la enseñanza del Blues, sus estilos y ramificaciones. Entre sus alumnos figuran guitarristas líderes de la escena del Blues y Rock local y es productor musical del estilo y sus ramificaciones.

## Discografía Propia
- Daniel Raffo, King Size & Otros (2010)
- Daniel Raffo, "RaffoBlues" (2015)
- Daniel Raffo, "Daniel Raffo capturado en vivo " (2019)
- Daniel Raffo, "Trio" (2023)

## DVD
- Daniel Raffo & Lorenzo Thompson live in Buenos Aires
- Bob Stroger & Daniel Raffo live in Mr.Jones Buenos Aires
- Daniel Raffo & King Size Brass Band (25 años)
- Daniel Raffo "En Memoria al Rey del Blues" (2015)

Participaciones :
- Chevy Rockets "12 años vivos"
- Bob Stroger y James Wheeler en Buenos Aires
- Sandra Vazquez "Pateando el Tablero" ( DVD/ CD Sandra Vazquez Premio Gardel Revelación 2013)
- Homenaje a Pappo "El Blues Local más vivo que nunca " (2015)
- La Mississippi " Reserva Especial 30 años en vivo en el Luna Park " ( 2018 )

## Filmografía
"Oscar Alemán - Vida con Swing " ( 2004 )
"El Blues Local más vivo que Nunca" ( 2015 )
"La Mississippi 30 años en el Luna Park"  ( 2018 )

## Participaciones Discográficas
- Adrián Flores:"Blues from the deep South" (1999)
- Blues Special Club "Blues en vivo" Volumen 1 (2001)
- Carlos Johnson " My name is Carlos Johnson"(2000)
- Albert King Tributo Band "We play the blues for you" (2002)
- Carlos Johnson/Lefty Dizz (edición USA )
- Luis Robinson "Piercing Blues "(2004)
- Adrian Jiménez "Armonica Blues " (2005)
- Tota Blues (2006)
- Chevy Rockets "12 años vivo" (2007)
- Alambre González "Yo invito" (2009)
- Revolución Paraíso "Camino Equivocado" (2009)
- La Mississippi "Versiones" (2009)
- Adrián Jiménez "Rockin' Blues (2011)
- Bob Stroger & Daniel Raffo live in Mr.Jones " (2011)
- Sandra Vazquez "Pateando el Tablero " (2013)
- La Vieja Ruta "Trabajo Fino" (2013)
- Leo Caruso & Club Mondrian "Colores Primarios" (2013)
- Sol Cabrera "Recién Empieza" (2014)
- Homenaje a Pappo "El Blues Local más vivo que nunca ( 2015 )
- La Vieja Ruta "El Dragón" ( 2015 )
- Chevy Rockets "Camino de Barro" (2016)
- The Blues Swingers "Scaping from our wifes " (2018)
- La Mississipi " Reserva Especial 30 años en vivo en el Luna Park " ( 2018 )